# تلوث مياه الشرب في البصرة

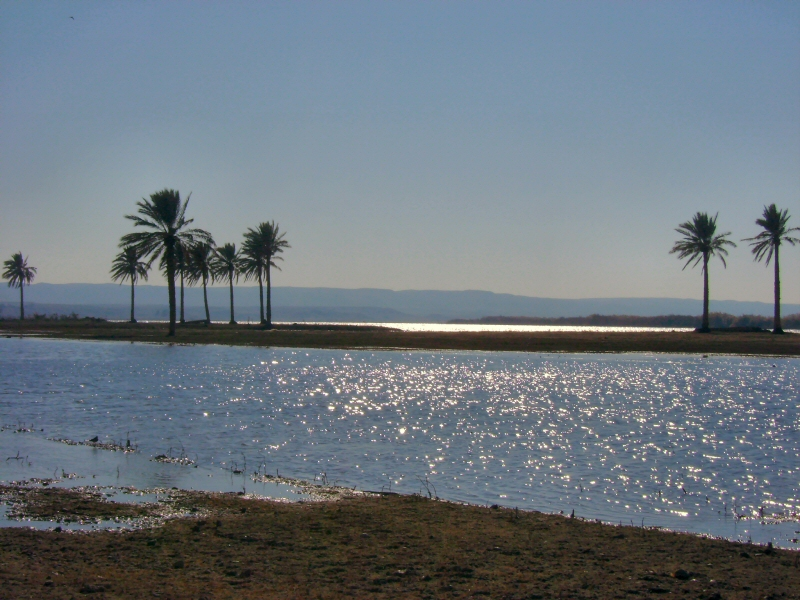
شط العرب المصدر الرئيسي لمياه الشرب في البصرة

إن تلوث ماء الشرب في البصرة قد أدى إلى تسمم أكثر من عشرة آلاف شخص بسبب شربهم المياه الملوثة، من المركبات الحوضية التي وفرتها الحكومة لحل مشكلة المياه بالمحافظة، وكانت نسبة الكلور المعقم للمياه في محطات التحلية قليلا جدا.
ولقد طالبت المفوضية العليا لحقوق الإنسان في العراق، يوم الخميس 23 آب 2018، بإعلان محافظة البصرة مدينة منكوبة بسبب ما تشهده من كارثة بيئية، وارتفاع نسبة الملوحة في المياه ونقص الأدوية، ولفتت المصادر الانتباه إلى أن نسبة التلوث الكيميائي في مياه الشرب، التي تضخها محطات التحلية الحكومية، بلغت 100%، في حين بلغت نسبة التلوث الجرثومي 60%.
ولقد كان أحد أسباب التلوث هو نزول المياه الثقيلة القادمة من إيران إلى شط العرب حيث تشترك إيران في جزء من الضفة الشرقية لنهر شط العرب إذ تقع داخل الحدود الإيرانية بالإضافة إلى استخدام مياه الآبار لغرض الشرب من قبل الأهالي بسبب ملوحة مياه النهر ولكن هذه الآبار قد تحتوي على المواد الكبريتية السامة.

## تاريخ مشكلة الماء المالح
انطلقت مجموعة من الاحتجاجات بمدينة البصرة في شهر تموز 2018 بسبب تردي الخدمات العامة وانقطاع الماء والكهرباء في المدينة منذ عدة سنوات، وتعاني محافظة البصرة من مشكلة قلة مياه الشرب والسقي بسبب الجفاف وبناء السدود في تركيا، وتحويل مجرى الأنهار والروافد في إيران، وإطلاقها مياه البزل المالحة إلى شط العرب. مما أدى إلى زيادة ملوحة ماء شط العرب وانعدام المياه الصالحة للشرب، وعدم وجود مشاريع لتحلية المياه ومعالجة التلوث البيئي إضافة إلى وجود العدد الهائل من الآبار النفطية وتقدم اللسان الملحي على المناطق الزراعية المطلة على الانهر والقنوات الاروائية وعدم استخدام الطمر الصحي.

## التاثيرات وردود الأفعال
أصيب آلاف المرضى ونقلوا إلى المستشفيات بسبب حالات التسمم، وسجلت أكثر من عشرة آلاف حالة تسمم، وبلغت حالات الذروة العشرات يومياً خلال شهري تموز وآب 2018، ولكن ازداد عدد الاصابات بالتسمم وسجلت أكثر من 400 حالة تسمم يوميًا منذ بداية الأزمة، قبل أكثر من أسبوعين، ويأتي ذلك بعد إعلان دائرة صحة البصرة يوم الاثنين 27 آب، إن عدد المصابين إزداد وسجلت أكثر من 14 ألف إصابة بالتلوث جراء المياه، ثم ازداد العدد لغاية يوم الأربعاء 29 آب إلى 18 ألف حالة توزعت بين الإسهال والمغص المعوي الحاد وحالات التقيؤ لكافة الفئات العمرية ،
وبادر عدد من الناشطين في محافظة الأنبار في إطلاق حملة لجمع الأموال لشراء مليون عبوة مياه معدنية وارسالها إلى أهالي البصرة
.
وفي بيان صدر عن النائب الأول لمحافظ البصرة، محمد طاهر، يوم الأربعاء 29 آب، أن البصرة تعد حالياً «منطقة منكوبة» عقب تفاقم أزمة المياه وارتفاع نسبة الملوحة في مياه شط العرب.